# Travis Knight
Travis Andrew Knight (sinh ngày 13 tháng 9 năm 1973) là một nghệ sĩ diễn hoạt, đạo diễn và nhà sản xuất phim người Mỹ, anh là người đã đóng vai trò là nhà làm phim hoạt hình chính của xưởng phim hoạt hình Laika, đồng thời là đạo diễn của Kubo and the Two Strings (2016) và Bumblebee (2018).

## Thời niên thiếu
Knight sinh ra tại Hillsboro, Oregon, một vùng ngoại ô của Portland. Knight là con trai của Penelope "Penny" (Parks) và Phil Knight, nhà sáng lập đồng thời là chủ tịch danh dự của Nike. Knight là cháu trai của nhà báo William W. Knight. Anh từn theo học tại trường trung học Jesuit, gần Beaverton, Oregon. Anh tốt nghiệp đại học Portland State.

## Sự nghiệp

### Sự nghiệp âm nhạc
Knight bắt đầu sự nghiệp âm nhạc như là một rapper với nghệ danh "Chilly Tee". Tận dụng phòng thu âm trong tòa lâu đài của bố, Knight đã tự thu âm năm ca khúc cho album demo. Album nhận được sự chú ý của Bernie Singleton, chủ tịch của MCA, ông sau đó đã đưa bản demo cho nhà sản xuất Hank Shocklee, người này cũng rất thích album demo này và đã đồng ý cho Knight tham gia ra mắt album đầu tay cùng đội sản xuất của mình, The Bomb Squad.
Knight chuyển đến sống trong căn nhà penthouse của bố mẹ ở Manhattan trong 6 tháng để thu âm album. The Bomb Squad đã giúp ông trong việc phát triển phần điệp khúc của các bài hát, vì Shocklee cho rằng rất có năng lực trong khoản viết lời Knight, nhưng khả năng sáng tác điệp khúc lại hơi non.
Vào năm 1993, Knight phát hành album Get Off Mine. Theo cảm nhận của Knight, bản thu này không bán chạy và anh ghét phải biểu diễn chúng. Còn theo Shocklee, "Một trong những lý do mà nó không bán chạy là vì công ty thu âm chưa có nhiều danh tiếng để album được biết đến nhiều hơn, và phần rap cũng chưa đủ nổi bật." Tuy nhiên, Shocklee khá tự hào về album này, ông nói, "Bản thu âm này vẫn không hề tệ. Bạn có thể nghe nó mà vẫn không cảm thấy lỗi thời."

### Hoạt hình
Sau khi Travis Knight tốt nghiệp trường đại học Portland State, cha của anh đã trở thành nhà đầu tư của xưởng phim Will Vinton và ông đã thuyết phục anh vào làm thực tập ở đây. Anh nhận lời và có tham gia sản xuất series phim truyền hình The PJs của Fox Studios và Gary & Mike của đài UPN, đồng thời là một số dự án quảng cáo trên truyền hình khác.
Đến năm 2003, Phil Knight trở thành ông chủ của hãng phim Will Vinton sau việc hãng phim kinh doanh liên tục thua lỗ do sự quản lý yếu kém của giám đốc cũ, Travis Knight lúc này được chọn để tham gia vào ban lãnh đạo của công ty. Mặc dù chưa có nhiều kinh nghiệm sản xuất phim, nhưng Travis Knight sau đó đã trở thành một trong những người làm phim hoạt hình xuất sắc nhất trong ngành công nghiệp này. Sau sự ra đi của Vinton, gia đình nhà Knights bắt đầu trong việc tái thiết lại xưởng phim đang trong giai đoạn khó khăn này, và họ đã đổi tên của hãng thành Laika.
Từ năm 2005, Travis Knight chính thức trở thành phó chủ tịch mảng phim hoạt hình của Laika. Anh là nhà sản xuất và cũng là họa sĩ vẽ chính của phim Coraline (2009), ParaNorman (2012) và The Boxtrolls (2014). Anh cũng chính thức có một ghế trong ban giám đốc của Laika. Cùng với Anthony Stacchi và Graham Annable, Knight được đề cử Giải Oscar cho Phim Hoạt hình hay nhất của viện Hàn lâm với bộ phim The Boxtrolls. Vào năm 2014, Knight bắt đầu thử sức với công việc đạo diễn trong bộ phim Kubo and the Two Strings, được phát hành vào năm 2016.
Anh hiện đang là CEO tại Laika, cùng với đó, anh cũng đang là thành viên trong ban giám đốc của công ty do bố mình sáng lập, Nike, Inc., một vị trí mà anh đã thừa nhận vào năm 2015.

## Đời sống cá nhân
Knight đã kết hôn và có ba người con.

## Danh sách phim

### Phim hoạt hình
| Năm  | Tên phim                   | Đạo diễn | Nhà sản xuất | Họa sĩ | Ghi chú                               |
| ---- | -------------------------- | -------- | ------------ | ------ | ------------------------------------- |
| 2002 | Día de Los Muertos         | Không    | Không        | Có     | Phim ngắn                             |
| 2005 | Moongirl                   | Không    | Không        | Có     | Phim ngắn                             |
| 2009 | Coraline                   | Không    | Không        | Có     |                                       |
| 2012 | Norman & giác quan thứ sáu | Không    | Có           | Có     |                                       |
| 2014 | Hội quái hộp               | Không    | Có           | Có     |                                       |
| 2016 | Kubo và sứ mệnh Samurai    | Có       | Có           | Có     | Lần đầu làm đạo diễn                  |
| 2018 | Bumblebee                  | Có       | Không        | Không  | Lần đầu làm đạo diễn phim live-action |
| 2019 | Missing Link               | Không    | Có           | Có     |                                       |

### Phim hoạt hình dài tập
| Năm  | Tên phim       | Họa sĩ | Ghi chú                    |
| ---- | -------------- | ------ | -------------------------- |
| 2000 | Boyer Brothers | Có     | Phim truyền hình           |
| 2000 | The PJs        | Có     | Tập: "Haiti and the Tramp" |
| 2001 | Gary & Mike    | Có     |                            |

## Giải thưởng
| Năm  | Giải thưởng                                 | Hạng mục                                                                              | Phim                       | Kết quả   |
| ---- | ------------------------------------------- | ------------------------------------------------------------------------------------- | -------------------------- | --------- |
| 2010 | Giải Annie                                  | Nhân vật phim hoạt hình của năm                                                       | Coraline                   | Đề cử     |
| 2010 | Giải Kỹ xảo Hình ảnh Cộng đồng              | Nhân vật hoạt hình xuất sắc nhất trong phim hoạt hình ảnh động Cùng với Trey Thomas   | Coraline                   | Đề cử     |
| 2012 | Awards Circuit Community Awards             | Phim hoạt hình xuất sắc nhất Cùng với Arianne Sutner                                  | Norman & giác quan thứ sáu | Đề cử     |
| 2013 | Giải Annie                                  | Nhân vật phim hoạt hình của năm                                                       | Norman & giác quan thứ sáu | Đoạt giải |
| 2013 | Online Film & Television Association Awards | Phim hoạt hình hay nhất Cùng với Arianne Sutner                                       | Norman & giác quan thứ sáu | Đề cử     |
| 2013 | Producers Guild of America Awards           | Nhà sản xuất phim hoạt hình xuất sắc nhất Cùng với Arianne Sutner                     | Norman & giác quan thứ sáu | Đề cử     |
| 2013 | Visual Effects Society Awards               | Nhân vật hoạt hình xuất sắc nhất Cùng với Chris Butler, Sam Fell & Brad Schiff        | Norman & giác quan thứ sáu | Đề cử     |
| 2015 | Giải Oscar                                  | Phim hoạt hình hay nhất Cùng với Anthony Stacchi & Graham Annable                     | Hội quái hộp               | Đề cử     |
| 2015 | Giải Annie                                  | Nhân vật phim hoạt hình xuất sắc nhất                                                 | Hội quái hộp               | Đề cử     |
| 2015 | Producers Guild of America Awards           | Nhà sản xuất phim hoạt hình xuất sắc nhất Cùng với David Bleiman Ichioka              | Hội quái hộp               | Đề cử     |
| 2015 | Visual Effects Society Awards               | Nhân vật hoạt hình xuất sắc nhất Cùng với Jason Stalman, Mike Laubach & Kyle Williams | Hội quái hộp               | Đề cử     |
| 2015 | Visual Effects Society Awards               | Phim hoạt hình hay nhất Cùng với Anthony Stacchi, Graham Annable & Brad Schiff        | Hội quái hộp               | Đề cử     |
| 2017 | Giải Oscar                                  | Phim hoạt hình hay nhất Cùng với Arianne Sutner                                       | Kubo và xứ mệnh Samurai    | Đề cử     |
| 2017 | Giải Annie                                  | Đạo diễn phim hoạt hình xuất sắc nhất                                                 | Kubo và xứ mệnh Samurai    | Đề cử     |
| 2017 | Giải BAFTA                                  | Best Animated Film                                                                    | Kubo và xứ mệnh Samurai    | Đoạt giải |
| 2017 | Chicago Film Critics Association            | Nhà làm phim tiềm năng nhất                                                           | Kubo và xứ mệnh Samurai    | Đề cử     |
| 2017 | Producers Guild of America Award            | Hình ảnh hoạt hình xuất sắc nhất Cùng với Arianne Sutner                              | Kubo và xứ mệnh Samurai    | Đề cử     |
| 2017 | Visual Effects Society Awards               | Kỹ xảo hoạt hình xuất sắc nhất Cùng với Steve Emerson, Brad Schiff và Arianne Sutner  | Kubo và xứ mệnh Samurai    | Đoạt giải |